# سیارک ۵۵۷۷۲
سیارک ۵۵۷۷۲ (به انگلیسی: 55772 Loder، نامگذاری:1992YB5) پنجاه و پنج هزار و هفتصد و هفتاد و دومین سیارک کشف شده‌است که در ۳۰ دسامبر ۱۹۹۲ کشف شد.